# Гуттер, Якоб

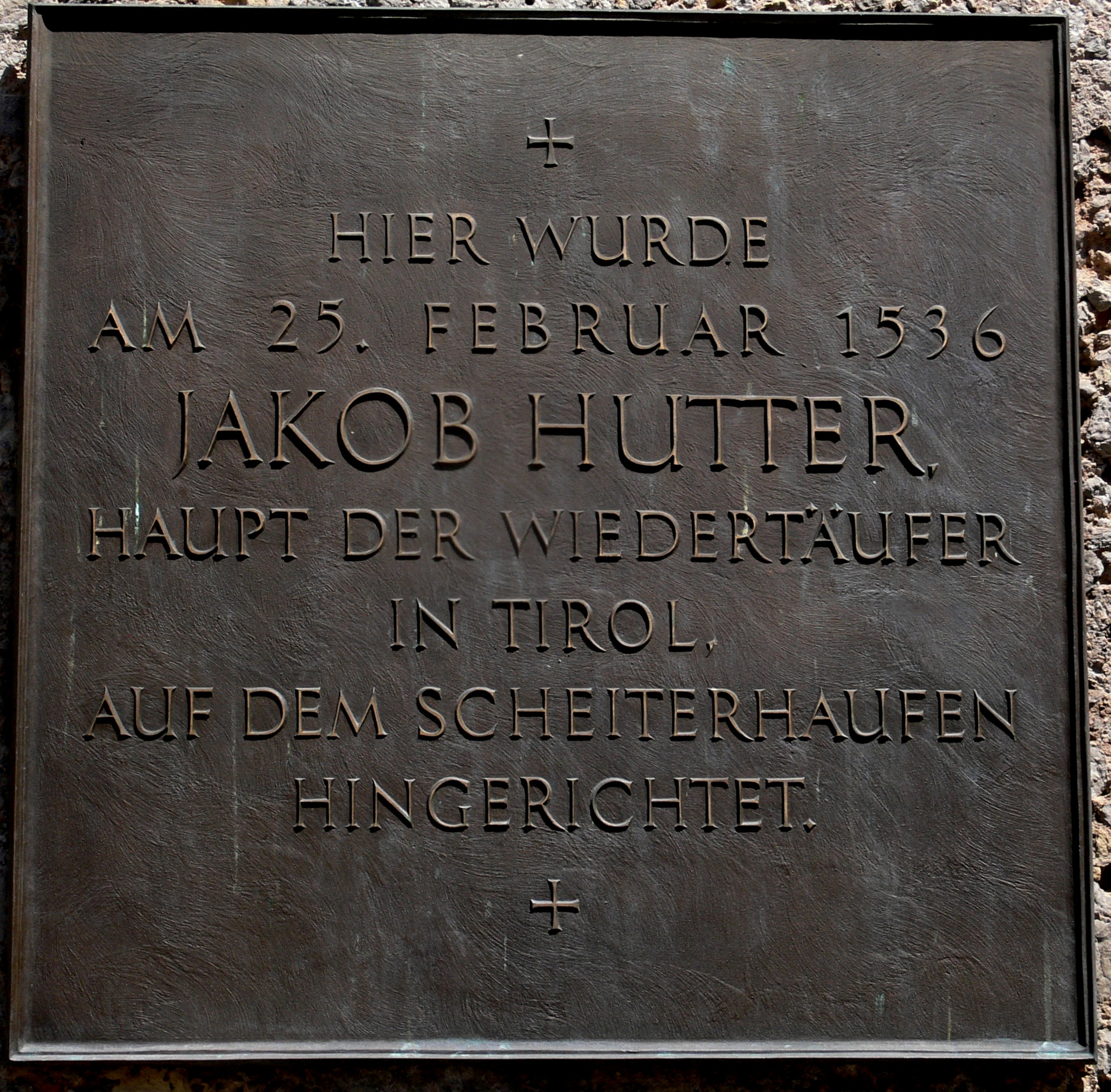
Мемориальная доска в Инсбруке: «Якоб Гуттер, лидер анабаптистов Тироля, был казнён здесь на костре 25 февраля 1536 года»

Якоб Гуттер (нем. Jakob Hutter; ок. 1500, дер. Моос близ Сан-Лоренцо-ди-Себато, Пустерталь Тирольское графство — 25 февраля 1536, Инсбрук) — тирольский религиозный деятель, лидер анабаптистов и основатель течения гуттеритов, отличительной чертой которых была общность имущества.

## Биография
Был шляпником, ходил по окрестностям и продавал изготовленный им товар. Поселился в Шпитталь-ан-дер-Драу (Каринтия). Во время странствий впервые столкнулся с анабаптистами в Клагенфурте и вскоре после этого обратился в их веру. Начал проповедовать, образовав несколько небольших общин.
Хотя формально он не учился на духовного служителя, вскоре стал лидером анабаптистов.
Как только власти Габсбургов в Тироле узнали о его деятельности, в начале 1529 года начали преследовать анабаптистов.
Анабаптистов недолюбливали как католики, так и многие протестанты, поскольку этих людей не устраивал замедленный темп, в котором проводились церковные реформы. Австрийский герцог Фердинанд I объявил, что не допустит создания еретической секты и распространения ею соблазнительной доктрины.
В свою очередь, Гуттер и ещё несколько человек отправились в Моравию, потому что слышали, что преследование там не было таким жестоким.
В конце концов Фердинанд I, устав от анабаптистов, приказал выгнать их из домов, чтобы они, подобно животным, жили в открытых полях. Гуттер прибыл в Моравию в 1533 году, избежав ареста, потому что другие схваченные анабаптисты не раскрыли его местонахождение даже под сильными пытками. Многие его последователи из Пфальца , Швабии и Силезии присоединились к нему в Моравии. Под руководством Гуттера несколько общин переняли раннехристианскую практику общинного владения товарами и имуществом в дополнение к своим анабаптистским убеждениям в ненасилии и крещении во взрослом возрасте.
В 1535 году анабаптисты были изгнаны из Моравии и разошлись по соседним странам. Гуттер вернулся в Тироль.
Гуттер, не согласный с политикой властей, выразил протест, написав письмо. «Если бы весь мир был, как мы, не было бы войн», — писал он, подчеркивая, что они никому не желают зла, включая своих врагов. Это письмо так разгневало представителей власти, что они в ноябре 1535 года схватили и заключили Гуттера и его беременную жену в крепость. После трёх месяцев пыток и истязаний, не отрёкшегося от своих убеждений Гуттера, сожгли на костре 25 февраля 1536 года в Инсбруке. Но остальные анабаптисты также не отказались от своей веры. Называя себя гуттеритами, они стали распространять свою веру.